# Stenocarpus sinuatus
Stenocarpus sinuatus — вид рослин родини Протейні.

## Назва
В англійські мові поширена назва «дерево вогняне колесо» англ. Firewheel tree через схожість квітів на піротехнічне колесо.

## Будова
Промостояче вічнозелене дерево з низькою овальною кроною висотою до 40 м. Листя може змінювати форму від овального до непарноперистого, глянцеве до 20 см довжини. Квіти ефектні червоні чи оранжеві. Плід — коричнева листянка.

## Життєвий цикл
Тривалість життя від 50 до 150 років.

## Поширення та середовище існування
Росте у тропічних лісах біля річки Намбукка в Квінсленді, Австралія.

## Практичне використання
Використовується як декоративна рослина через свої оригінальні квіти.

## В мистецтві
Зображення квітів дерева зустрічається у роботах австралійського художника Маргарета Престона.

## Галерея

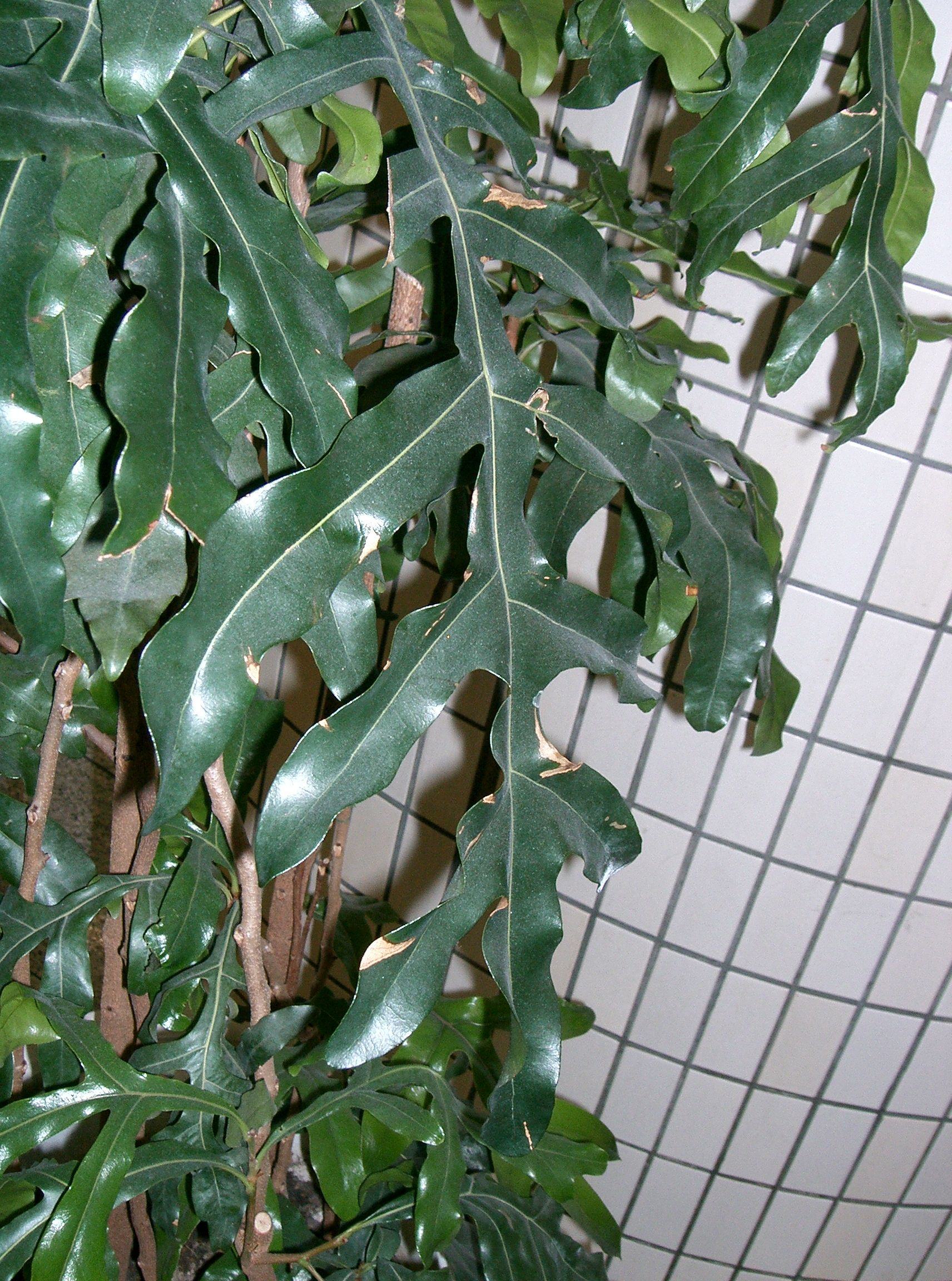
Листя
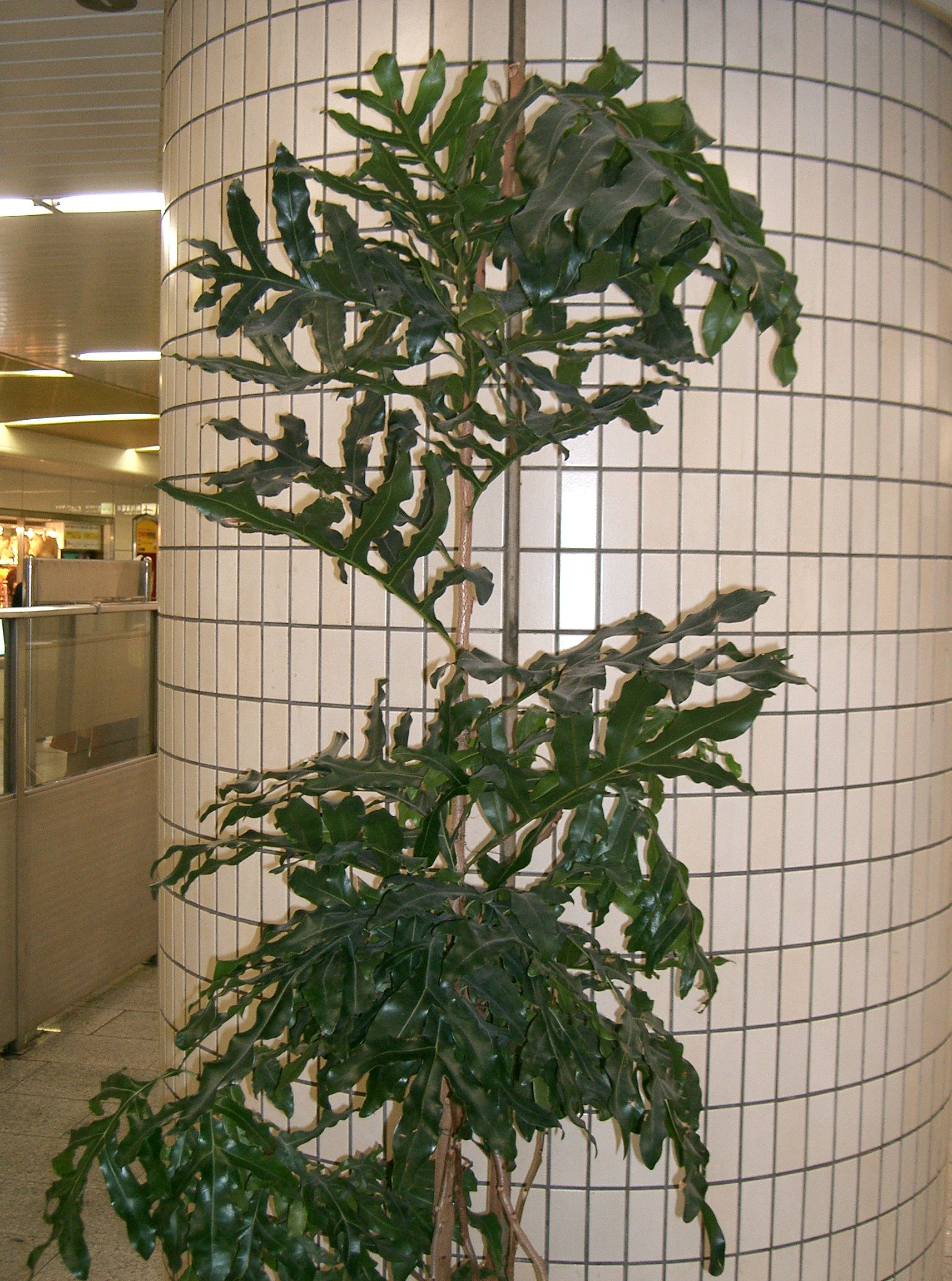
Молоде дерево
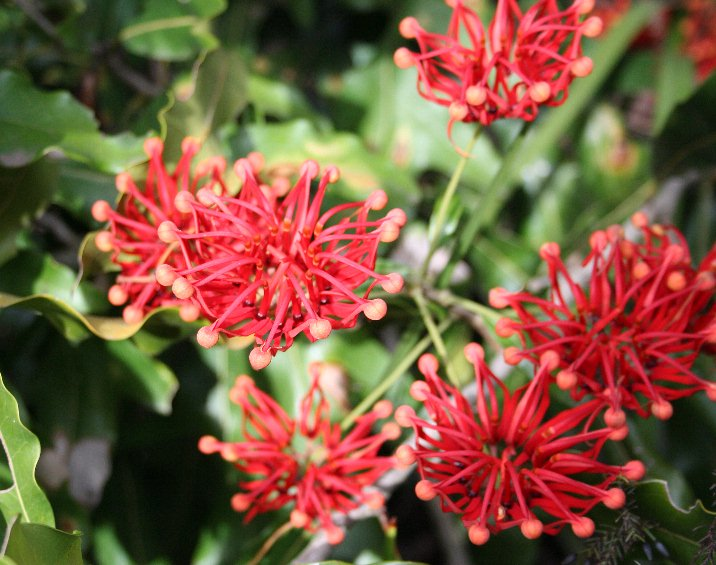
Квіти
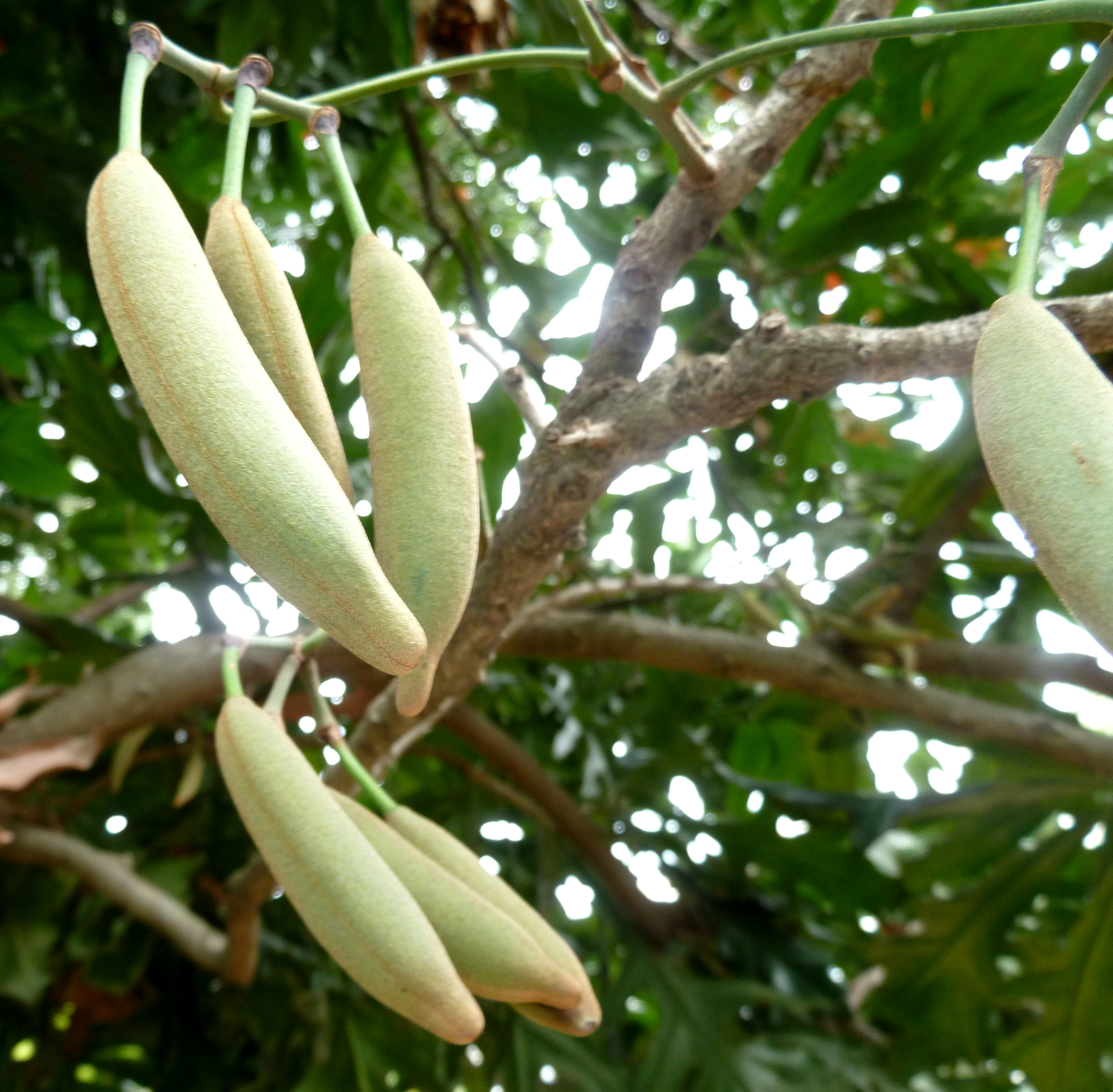
Плоди